# Miren Edurne Gorrotxategi Azurmendi
Mirin Edurne Gorrotxategi Azurmendi (Abadiño, Biscaia, 18 de setembre de 1967) és una jurista, professora universitària i política basca.
És diputada del Parlament Basc i líder i portaveu del grup parlamentari Elkarrekin Podemos-IU des de l'any 2020. Va ser senadora al Senat d'Espanya (2016-2019) i també diputada en el Congrés dels Diputats (maig de 2019-setembre de 2019).
És professora titular d'escola universitària de Dret Constitucional a la Universitat del País Basc des de 1996.

## Biografia
Va néixer en Abadiño, en el si d'una tradicional família bascoparlant (euskaldun), i va ser la gran de quatre germans. Es va llicenciar en Dret en la Universitat del País Basc el 1991 (1987-1991) i després es va diplomar en Dret mediambiental també a la Universitat del País Basc.
En 1992 va començar com a professora universitària a la Universitat del País Basc. El 1996 es va convertir en professora titular d'escola universitària en l'àrea de Dret Constitucional. És professora universitària de Dret constitucional tant en la Facultat de Dret com en la Facultat de Ciències Socials i Polítiques, i impartia les seves classes en basca. Com a membre de PDI, va exercir el càrrec de secretària de la Junta de la Facultat de Ciències Socials i Polítiques. L'any 2016 va demanar el trasllat a serveis especials (excedència funcionarial), quan es va incorporar al Senat d'Espanya com a senadora.
Com a jurista, està especialitzada en el Dret mediambiental, en la gestió de la diversitat cultural, en les minories, en interculturalisme i en les llengües.

## Trajectòria política
Membre de Podemos-Ahal Dugu per la candidatura d'Euskal Hiria, va ser elegida senadora per Biscaia el 2015 i reelegida el 2016. Va ser la candidata del Grup Parlamentari Confederal Units Podem-En Comú Podem-En Marea del Senat per a ser la presidenta de la cambra, però al final va ser el candidat Pío García-Escudero qui el va aconseguir amb la majoria absoluta de vots del seu partit, el Partit Popular.
Forma part del denominat "sector crític" de Podem (afí a Pablo Iglesias), juntament amb Juan Carlos Monedero i Pilar Garrido, i va formar part de l'executiva de Podemos-Euskadi juntament amb Roberto Uriarte. És també membre de la Comissió de Garanties Estatal de Podem. El 2017 va presentar la seva candidatura per a liderar Podem Euskadi, però Lander Martínez va guanyar les primàries per uns pocs vots i va succeir a Nagua Alba. També col·labora amb el Huffington Post i Público.
Al Senat Gorrotxategi va formar part de la Diputació Permanent i va ser portaveu de la Comissió Constitucional. També va ser portaveu de la Comissió d'Hisenda i Administracions Públiques, vocal de la Comissió de Reglament, vocal de la Comissió de Suplicatoris i vocal de la Comissió mixta de la Unió Europea. Va ser ponent en la Ponència de la Comissió de Suplicatoris en relació amb la Causa Especial seguida contra el senador Iñaki Goioaga Pla i vocal suplent en la Delegació espanyola en l'Assemblea Parlamentària del Consell d'Europa.
A les eleccions generals d'Espanya d'abril de 2019 va ser elegida com a diputada en el Congrés dels Diputats per Podem, juntament amb Pilar Garrido i Roberto Uriarte.

## Candidata a lehendakari

### Candidata a lehendakari (2020)
L'any 2020, Gorrotxategi, va ser elegida candidata de Podemos a lehendakari per a les eleccions al Parlament Basc de 2020, després d'enfrontar-se a l'«errejonista» Rosa Martínez a les eleccions primàries del partit.

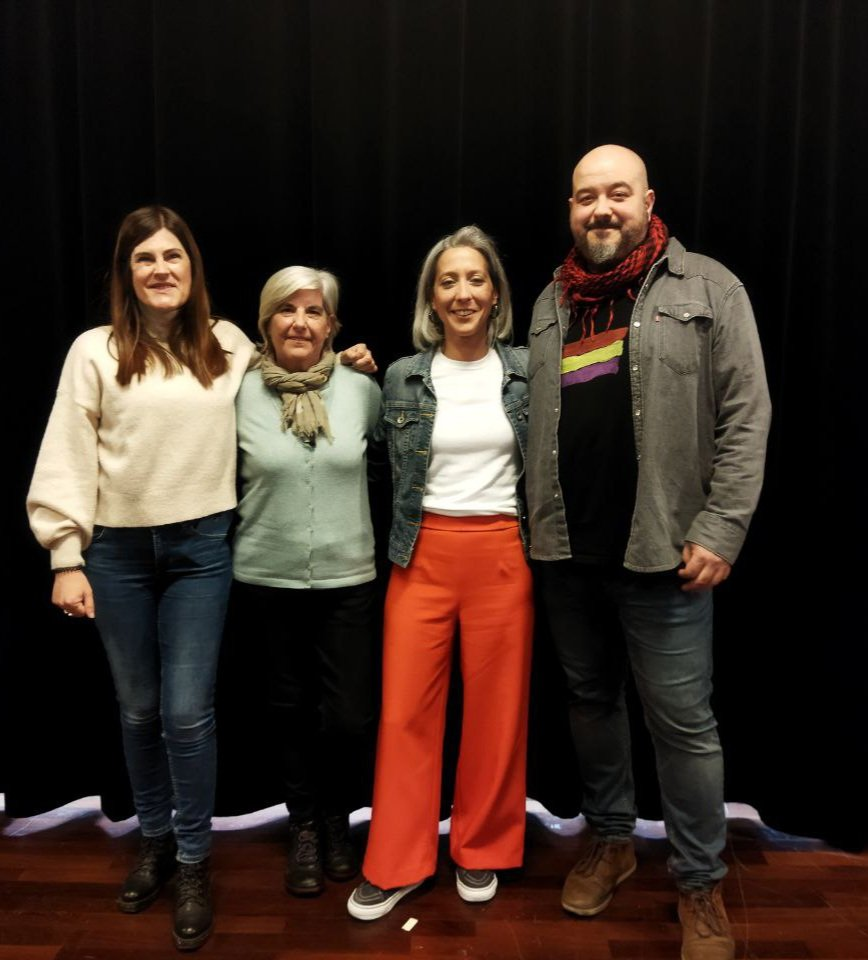
Mirin Gorrotxategi, Inma Arias, Eneritz de Madariaga i Richar Vaquer (Bilbao, 2023). Campanya electoral de les eleccions forals de 2023.

L'any 2020, Gorrotxategi es va convertir en candidata a lehendakari i Pilar Garrido es va convertir en la secretària general de Podem Euskadi, succeint a Lander Martínez.
Lander Martínez, afí a Íñigo Errejón i al denominat sector «errejonista» (que va derivar en la creació de Més País), va dimitir en perdre les eleccions primàries de Podem Euskadi al costat de la candidata a lehendakari del seu equip Rosa Martínez (també «errejonista»), enfront del denominat sector «pablista» encapçalat per Miren Gorrotxategi i Pilar Garrido (afins a Pablo Iglesias), arribant a denominar-se fins i tot «candidata a lehendakari de Pablo Iglesias» a Gorrotxategi, per representar al sector «pablista» dins del partit.
Finalment, Rosa Martínez (del sector «errejonista») es va donar de baixa del partit, i Lander Martínez (també «errejonista») va acabar en el partit polític Moviment Sumar i sent part de nucli dur de Yolanda Díaz i Iñigo Errejón.

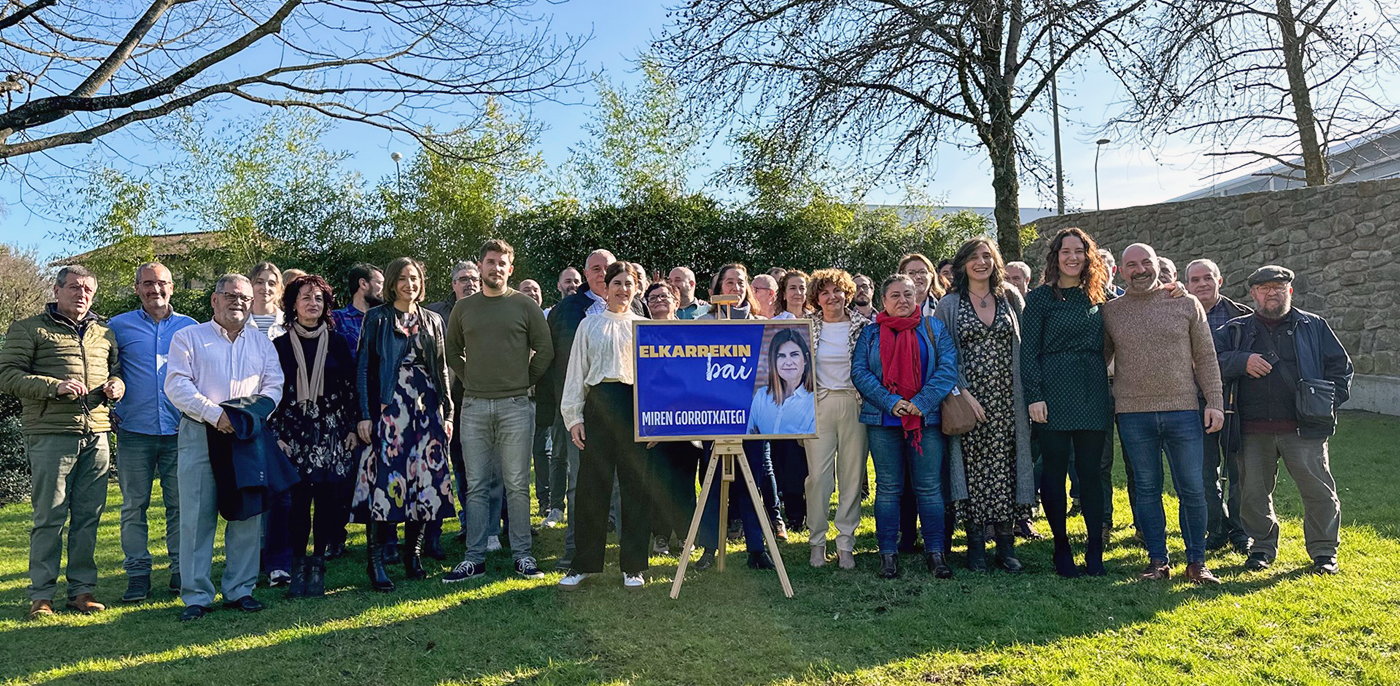
Presentació pública de la candidatura de Miren Gorrotxategi a les eleccions primàries de Podemos Euskadi, per a les eleccions al Parlament Basc de 2024 (Durango, 2024).

En les eleccions al Parlament Basc de 2020, Gorrotxategi va ser la candidata a lehendakari per la coalició electoral Elkarrekin Podemos (formada per Podem Euskadi, Ezker Anitza-IU i Equo). Va sortir electa diputada del Parlament Basc exercint de líder i portaveu del grup parlamentari Elkarrekin Podemos-IU al Parlament Basc.

### Candidata a lehendakari (2024)
En les eleccions al Parlament Basc de 2024, Gorrotxategi va ser elegida com a candidata a lehendakari per la coalició electoral Elkarrekin Podemos (formada per Podemos Euskadi i Aliança Verda), però el partit no va aconseguir representació.

## Vida personal
Viu a Durango. Està casa i té dos fills. És germana del tenor Andeka Gorrotxategi. Es declara feminista i ecologista. És apassionada de la filosofia política de la Revolució Francesa.